# Women’s Premier Ice Hockey League 2004/05
Die Saison 2004/05 war die 23. Austragung der höchsten englischen Fraueneishockeyliga, der Women’s Premier Ice Hockey League. Die Ligadurchführung erfolgt durch die English Ice Hockey Association, den englischen Verband unter dem Dach des britischen Eishockeyverbandes Ice Hockey UK. Der Sieger erhielt den Chairman’s Cup.

## Modus
Zunächst spielten alle Mannschaften eine einfache Runde mit Hin- und Rückspiel. Die vier Besten erreichten das Halbfinale. Der Letzte stieg ab, der Vorletzte musste in die Relegation gegen den Besten der 1. Division. In der Finalrunde wurde jeweils nur ein Spiel zwischen den Kontrahenten ausgetragen.

## Hauptrunde
| Platz | Mannschaft                 | Spiele | S  | U | N  | Punkte  | Tore |
| ----- | -------------------------- | ------ | -- | - | -- | ------- | ---- |
| 1.    | Sunderland Scorpions (M)   | 20     | 16 | 2 | 2  | 130:034 | 34   |
| 2.    | Cardiff Comets             | 20     | 15 | 0 | 5  | 101:033 | 30   |
| 3.    | Bracknell Queen Bees       | 20     | 15 | 0 | 5  | 092:041 | 30   |
| 4.    | Sheffield Shadows          | 20     | 14 | 1 | 5  | 117:047 | 29   |
| 5.    | Slough Phantoms            | 20     | 12 | 1 | 7  | 086:050 | 25   |
| 6.    | Kingston Diamonds          | 20     | 7  | 6 | 7  | 053:061 | 20   |
| 7.    | Guildford Lightning        | 20     | 8  | 2 | 10 | 066:065 | 18   |
| 8.    | Solihull Vixens (N)        | 20     | 6  | 2 | 12 | 047:071 | 14   |
| 9.    | Flintshire Furies          | 20     | 5  | 2 | 13 | 036:094 | 12   |
| 10.   | Swindon Topcats            | 20     | 4  | 0 | 16 | 046:122 | 8    |
| 11.   | Telford Wrekin Raiders (N) | 20     | 0  | 0 | 20 | 038:194 | 0    |

## Final Four

### Halbfinale
| 28. Mai 2005 | Sunderland Scorpions | 7:4 (2:1, 4:1, 1:2) Spielbericht | Sheffield Shadows | Sheffield |

| 28. Mai 2005 | Cardiff Comets | 1:4 (1:1, 0:1, 0:2) Spielbericht | Bracknell Queen Bees | Sheffield |

### Spiel um den 3. Platz
| 29. Mai 2005 | Sheffield Shadows | 2:4 (0:1, 2:2, 0:1) Spielbericht | Cardiff Comets | Sheffield |

### Finale
| 29. Mai 2005 | Sunderland Scorpions | 0:1 (0:0, 0:0, 0:1) Spielbericht | Bracknell Queen Bees | Sheffield |

## Relegation
Im Kampf um einen Platz in der höchsten Liga traten die Sieger der Hauptrunde beider Gruppen der Division I gegeneinander an. Der Gewinner des Spiels trat dann gegen den Vorletzten der Premier League an. Die Mannschaft Streatham Storm aus der Südgruppe konnte sich durchsetzen und erreichte den Aufstieg.
|  | Billingham Wildcats | 0:3 (-:-, -:-, -:-) | Streatham Storm |  |

|  | Swindon Topcats | 0:1 (-:-, -:-, -:-) | Streatham Storm |  |

## Division 1
Die Women’s National Ice Hockey League ist nach der Premier League die zweite Stufe der englischen Fraueneishockeyliga. In ihr ist die Division 1 die höchste Klasse. Sie ist in zwei regionale Gruppen gegliedert. In der Nordgruppe wurde eine Doppelrunde, in der Südgruppe eine Einfachrunde gespielt.
| North | North               | North  | North | North  | North    | North | North  |
| ----- | ------------------- | ------ | ----- | ------ | -------- | ----- | ------ |
| Platz | Mannschaft          | Spiele | Siege | Unent. | Niederl. | Tore  | Punkte |
| 1.    | Billingham Wildcats | 16     | 12    | 2      | 2        | 82:12 | 26     |
| 2.    | Nottingham Vipers   | 16     | 10    | 1      | 5        | 58:38 | 21     |
| 3.    | Whitley Bay Squaws  | 16     | 7     | 2      | 7        | 50:41 | 16     |
| 4.    | Sheffield Shadows B | 16     | 6     | 1      | 9        | 46:65 | 13     |
| 5.    | Blackburn Thunder   | 16     | 1     | 2      | 13       | 15:87 | 4      |

| South | South                      | South  | South | South  | South    | South   | South  |
| ----- | -------------------------- | ------ | ----- | ------ | -------- | ------- | ------ |
| Platz | Mannschaft                 | Spiele | Siege | Unent. | Niederl. | Tore    | Punkte |
| 1.    | Streatham Storm            | 20     | 17    | 3      | 0        | 110:018 | 37     |
| 2.    | Basingstoke Bison Ladies   | 20     | 15    | 2      | 3        | 141:044 | 32     |
| 3.    | Romford                    | 20     | 15    | 2      | 3        | 118:029 | 32     |
| 4.    | Oxford City Midnight Stars | 20     | 15    | 1      | 4        | 125:053 | 31     |
| 5.    | Chelmsford Cobras          | 20     | 10    | 2      | 8        | 061:030 | 22     |
| 6.    | Invicta Dynamics           | 20     | 10    | 2      | 8        | 108:062 | 22     |
| 7.    | Coventry Phoenix           | 20     | 6     | 1      | 13       | 067:118 | 13     |
| 8.    | Basingstoke Bears          | 20     | 5     | 1      | 14       | 037:097 | 11     |
| 9.    | Milton Keynes Falcons      | 20     | 4     | 1      | 15       | 044:128 | 9      |
| 10.   | Oxford University          | 20     | 3     | 2      | 15       | 041:135 | 8      |
| 11.   | Peterborough Penguins      | 20     | 1     | 1      | 18       | 027:165 | 3      |

Finalrunde
In einem Finalturnier wurde unter den jeweils beiden Besten der beiden Gruppen um den Sieg in der Division 1 gespielt. Die Spiele gingen über 3×15 Minuten.
| 28. Mai 2005 | Billingham Wildcats | 3:7 (2:4, 1:2, 0:1) Spielbericht | Basingstoke Bison Ladies | Sheffield |

| 28. Mai 2005 | Streatham Storm | 5:2 (0:0, 2:0, 3:2) Spielbericht | Nottingham Vipers | Sheffield |

Spiel um Platz 3
| 29. Mai 2005 | Billingham Wildcats | 0:1 n. P. (0:0, 0:0, 0:0, 0:0) Spielbericht | Nottingham Vipers | Sheffield |

Finale
| 29. Mai 2005 | Basingstoke Bison Ladies | 1:3 (0:0, 0:3, 1:0) Spielbericht | Streatham Storm | Sheffield |